# Rob Benedict

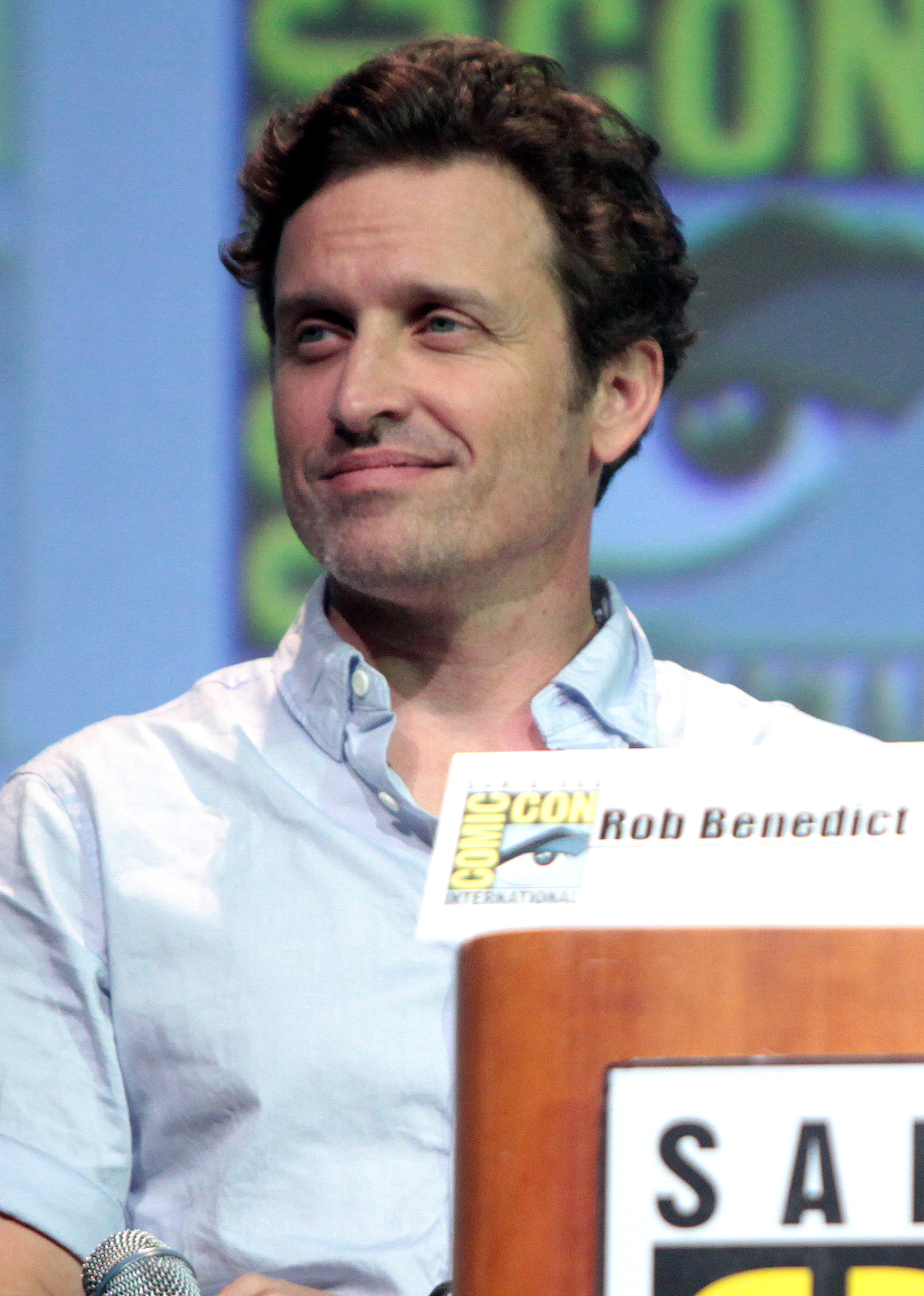
Rob Benedict auf der Comic-Con (2015)

Robert „Rob“ Patrick Benedict (* 21. September 1970 in Columbia, Missouri) ist ein US-amerikanischer Schauspieler. Seine Schwester Amy Benedict ist ebenfalls Schauspielerin.

## Leben
Rob Benedict wuchs in Columbia, Missouri auf. Er studierte Schauspiel an der Northwestern University und begann nach seinem Abschluss in verschiedenen regionalen Theatern zu spielen. Er zog anschließend nach Kalifornien, wo er im South Coast Repertory Theater von Costa Mesa auftrat. Er trat als Stand-up-Comedian in Los Angeles auf und begann verschiedene Gastauftritte im Fernsehen zu spielen. 1998 bekam er eine feste Rolle in der Fernsehserie Felicity als „Richard Coad“. Die Serie wurde 2002 abgesetzt. Eine wiederkehrende Rolle hatte er außerdem in dem Batman-Spin-off Birds of Prey, Nemesis – Der Angriff, Supernatural und Head Case. Er synchronisierte außerdem Vin in zwei Fortsetzungen des PlayStation-Spiels Jak and Daxter. Als Drehbuchautor wirkte er an drei Folgen der Serie Head Case sowie dem Kurzfilm Lifetripper mit, in dem er die Hauptrolle spielte.
Rob Benedict ist außerdem Sänger der Rockband Louden Swain.

## Filmografie (Auswahl)
Als Darsteller
- 1996: Run a Mile in My Shoes
- 1996: Beverly Hills, 90210
- 1998: Fairfax Fandango
- 1998: Pacific Blue – Die Strandpolizei (Pacific Blue)
- 1998–2002: Felicity
- 1999: Wasteland
- 1999: Tequila Body Shots
- 1999: Bad City Blues
- 1999: Snoops – Charmant und brandgefährlich (Snoops)
- 2000: Chicago Hope – Endstation Hoffnung (Chicago Hope)
- 2000: Buffy – Im Bann der Dämonen (Buffy the Vampire Slayer)
- 2000: Mysterious Ways
- 2001: Nicht noch ein Teenie-Film! (Not Another Teen Movie)
- 2002: American Pie (Kurzfilm)
- 2002: New York Cops – NYPD Blue (NYPD Blue)
- 2002: The First $20 Million Is Always the Hardest
- 2002–2003: Birds of Prey
- 2003: My Dinner with Jimi
- 2004: Come to Papa
- 2005: The Hand Job
- 2005: Navy CIS (NCIS)
- 2005: Medium – Nichts bleibt verborgen (Medium)
- 2005: Kick & Screaming
- 2005: Alias – Die Agentin (Alias)
- 2005: Monk (S4F7)
- 2005: AbServiert (Waiting…)
- 2005–2006: Nemesis – Der Angriff (Threshold)
- 2007: Sex and Death 101
- 2008: Dirty
- 2008: Dr. House (House)
- 2008–2009: Head Case
- 2008–2019: Supernatural
- 2008: Burn Notice
- 2009: Call Back
- 2009: CSI: Vegas (CSI: Crime Scene Investigation)
- 2009: State of Play – Stand der Dinge (State of Play)
- 2009–2020, 2014, 2016, 2019, 2020: Supernatural
- 2010: Ehe ist… (’Til Death)
- 2010: Cold Case – Kein Opfer ist je vergessen (Cold Case)
- 2010: A Little Help
- 2010: Arts & Craft
- 2010: Law & Order: LA
- 2011: Lifetripper
- 2011: Shameless
- 2012: Psych
- 2012: The Case of the Missing Garden Gnome
- 2012: Navy CIS: L.A. (NCIS: Los Angeles)
- 2012: Sexy Daddy
- 2012: Touch
- 2013: The Mentalist
- 2013: 1600 Penn
- 2019: Navy CIS: New Orleans (NCIS: New Orleans)
- 2021: Violet
- 2021: Lucifer
- 2021: Navy CIS: Hawaiʻi  (NCIS: Hawaiʻi)
- 2023: The Winchesters
- 2024: The Boys
- 2024: Law & Order

Synchronisation
- 2003: Jak 2
- 2004: Jak 3